# Gewone oeverlibel
De gewone oeverlibel (Orthetrum cancellatum) is een echte libel uit de familie van de korenbouten (Libellulidae). Het is de grootste en algemeenste oeverlibel in Nederland.

## Kenmerken
De gewone oeverlibel heeft een pijlvormig achterlijf: het begint breed, eindigt in een punt en heeft rechte zijkanten. Het gezicht is geel tot bruin. De pterostigmata zijn zwart. Uitgekleurde mannetjes hebben een blauwberijpt achterlijf met een duidelijke zwarte punt. Aan de buitenranden van de segmenten staan gele streepjes, die bij oude mannetjes verdwijnen onder nog meer blauwe berijping. Het borststuk is bruin, zonder blauwe berijping. Jonge mannetjes die nog geen berijping op het achterlijf hebben, zien eruit als vrouwtjes: de grondkleur van het lichaam (zowel achterlijf als borststuk en gezicht) is geel. Op de bovenkant van het achterlijf lopen twee dikke zwarte lengtestrepen. De lichaamslengte van volwassen dieren ligt tussen 44 en 50 millimeter en de spanwijdte is 70 tot 80 mm.
De larve is 19–29 mm lang.

## Vliegtijd
De vliegtijd van de gewone oeverlibel is van begin mei tot eind september, met de hoogste aantallen in juni, juli en de eerste helft van augustus.

## Gedrag en voortplanting
De eieren vallen bij het afzetten afzonderlijk in het water en kleven door de omgevende gellaag direct aan voorwerpen in het water. De eieren zijn klein (0,50×0,35 mm), ovaalrond en bruin van kleur. De larven leven in de modder of tussen plantenresten op de bodem en overwinteren twee of drie keer. Uitsluipen gebeurt van begin mei tot half augustus, met een piek van half juni tot eind juli. Jonge oeverlibellen kunnen ver van het water wegvliegen en zijn op allerlei plaatsen te vinden, vaak zittend op kale grond of in korte vegetatie. Hier jagen ze tot ze geslachtsrijp zijn en naar het water terugkeren. Geslachtsrijpe mannetjes houden de wacht vanaf warme zitplaatsen langs de waterkant, zoals kale stukken grond, stenen of boomstronken. Vanaf deze zitplaatsen maken ze vluchten laag over het water, waarbij andere mannetjes worden verjaagd en vrouwtjes worden gegrepen voor de paring. Het vrouwtje zet haar eitjes af door vliegend met de achterlijfspunt op het wateroppervlak te tikken. Het mannetje vliegt meestal dicht bij haar in de buurt, om concurrenten te verjagen. De paring vindt ook weleens op de grond plaats.

## Habitat
De habitat van de gewone oeverlibel bestaat uit stilstaande of zwak stromende wateren, zowel met veel waterplanten als grotere meren met weinig vegetatie. De ondergrond dient liefst kaal te zijn, de waterbodem zandig of kiezelig. De soort is weinig kritisch ten aanzien van biotoop en waterkwaliteit, mits de oever enkele schaarsbegroeide plekken heeft en niet sterk beschaduwd is. In Nederland komt hij veel voor bij vijvers en plassen, maar ook bij vennen, weteringen en sloten.

## Verspreidingsgebied
Het verspreidingsgebied van de gewone oeverlibel loopt oostelijk tot in Mongolië en Noord-India en zuidelijk tot in Noord-Afrika. De soort komt in grote delen van Europa voor en is daar soms talrijk. In Scandinavië komt hij alleen in het zuiden voor en in Schotland ontbreekt hij. In Nederland is de soort algemeen en kan in veel verschillende leefgebieden aangetroffen worden, maar in lagere dichtheden in de kuststrook van Groningen, Friesland en de kop van Noord-Holland.

## Verwante en gelijkende soorten
De gewone oeverlibel kan verward worden met de beekoeverlibel, de zuidelijke oeverlibel, de platbuik en de bruine korenbout. Uitgekleurde mannetjes van deze soorten hebben eveneens blauwe berijping op het achterlijf. De zeldzame beekoeverlibel is duidelijk kleiner en smaller, heeft geen (of nauwelijks) zwart op de achterlijfspunt, okerkleurige pterostigmata en (meestal) lichte schouderstrepen. De zuidelijke oeverlibel is ook iets kleiner en smaller, heeft ook geen zwarte achterlijfspunt, maar wel een blauwberijpt borststuk, een wittig gezicht en roodbruine pterostigmata. De platbuik is duidelijk breder gebouwd dan de gewone oeverlibel en mist eveneens de zwarte achterlijfspunt. Lichte schouderstrepen zijn wel aanwezig en in de basis van de vleugels staat een donkere vlek (dit komt nooit voor bij oeverlibellen). De bruine korenbout heeft een vergelijkbaar postuur en een donkere achterlijfspunt en lijkt dus erg op een gewone oeverlibel. De bruine korenbout heeft echter ook donkere vlekken in de basis van de vleugels (vooral duidelijk bij de achtervleugels) en vaak ook subtiel verdonkerde vleugeltopjes. Gewone oeverlibellen hebben geheel heldere vleugels. De ogen van bruine korenbouten zijn vaak opvallend blauwgrijs; bij de gewone oeverlibel onopvallend bruingrijs. Vrouwtjes van de gewone oeverlibel zijn van alle genoemde soorten te onderscheiden door het gele lichaam en de dubbele zwarte lengtestreep op het achterlijf. Alleen plasrombouten hebben een vergelijkbare achterlijfstekening en gaan bovendien net als oeverlibellen graag op de grond zitten zonnen. De gelijkenis is echter oppervlakkig: plasrombouten hebben een slanker achterlijf, een andere borststuktekening en de ogen raken elkaar niet boven op de kop.

## Bedreigingen en bescherming
De soort staat op de Rode Lijst van de IUCN als niet bedreigd, beoordelingsjaar 2009, de trend van de populatie is volgens de IUCN stabiel.

## Naamgeving
De wetenschappelijke naam van de soort werd in 1758 als Libellula cancellata gepubliceerd door Carl Linnaeus.

### Synoniemen
- Libellula frumenti Müller, 1764
- Libellula lineolata Charpentier, 1825
- Hydronympha helvetica Buchecker, 1876
- Orthetrum kraepelini Ris, 1897
- Orthetrum guptai Baijal, 1955